# Luis de Pauloba
Luis Ortiz Valladares (Aznalcóllar, 10 de octubre de 1971), más conocido como Luis de Pauloba, es un torero español.

## Presentación y carrera
Debuta en público por primera vez el 27 de abril de 1987 en Aznalcóllar, (Provincia de Sevilla). Su primera novillada picada tuvo lugar en Añover de Tajo, el 19 de marzo de 1989 , luego en Madrid el 10 de junio de 1990 . Participa en 98 novilladas picadas antes de tomar la alternativa en Sevilla, el 21 de abril de 1993 teniendo de padrino a Manolo Cortés, y como testigo Curro Durán ante los toros de la ganadería Conde de la Maza.
En Béziers, el 18 de julio del mismo año, se enfrentó a los toros de Murteira Grave en compañía de Víctor Méndez y Oscar Higares.
Su primera corrida de toros en América Latina se lleva a cabo en Tovar, Venezuela, el 10 de septiembre de 1993 ante toros de La Fundación con Richard Milian y Alfonso Díaz.
Confirma su alternativa en Madrid el 3 de octubre de 1993 teniendo de padrino Manolo Cortés frente a los toros de Dolores Aguirre.
Se retiró el 15 de agosto de 2008 en la Real Maestranza de Sevilla, alternando junto a Fernández Pineda y César Girón.
Desde 2009 se hizo a cargo de la Escuela Taurina de Sevilla.

## Estilo
Aunque perdió un ojo en una grave lesión cuando era novillero, era un torero de gesto amplio, que dibujaba pases como un artista. Su clásico toreo, de extrema sensibilidad, le valió la admiración de muchos aficionados. Jesús Ruiz Alfaro escribió su biografía: "Luis de Pauloba, torero de arte y sentimiento".